# Parc de Broussais
Le parc de Broussais est un jardin paysager ouvert au public de la ville de Nantes

## Situation et accès
Situé dans le quartier Doulon - Bottière, le parc se trouve au nord du boulevard Louis-Millet et à l'est de la rue Parmentier, mais son entrée principale se situe sur le côté nord-est de la place Gabriel-Trarieux.

## Origine du nom
Il porte le nom de l'hôpital militaire Broussais.

## Historique
En 1852, les Frères de l'instruction chrétienne de Ploërmel installent un pensionnat sur la commune de Doulon au lieu-dit de la « Papotière » proche du bourg. Devenue vite trop exigu, ces derniers déménagent le 23 février 1861 dans de nouveaux locaux situés au villages des Roches au nord-est de l'actuelle place Gabriel-Trarieux. L'amélioration des moyens de transports (train et tramway), ainsi que la renommée de l'établissement, gonfleront encore les effectifs du pensionnat, jusqu'à sa fermeture et le départ des Frères de Ploërmel à la suite de la loi de séparation des Églises et de l'État en 1905.
En 1911, l'ancien pensionnat est racheté par la ville au profit de l'État, afin que ce dernier y installe un hôpital militaire qu'il baptise « Hôpital Broussais », en l'honneur de François Broussais, considéré comme un réformateur de la médecine par l'introduction de la méthode physiologique. Inauguré le 4 juillet 1914, quelques semaines avant le déclenchement de la Première Guerre mondiale, le site est occupé par l'armée allemande durant la Seconde Guerre mondiale ce qui lui vaut d'être bombardé par l'aviation allié. Il ouvre de nouveau après le conflit, puis subit deux restructurations successives en 1971 et 1977 qui portent sa capacité à 230 lits (320 en cas de mobilisation), jusqu'à sa fermeture le 31 mars 1984.
Une partie de ses bâtiments sont rasés pour laisser la place à des logements. Le parc de l'ancien pensionnat est alors ouvert au public, tandis ses anciens bâtiments n'ayant pas été démolis abrite désormais le CREPS Pays de la Loire. Cependant, celui-ci devrait quitter ces locaux juger inadaptés pour de nouveaux bâtiments qui seraient construits sur un terrain de 6 hectares à La Chapelle-sur-Erdre près de la gare de Babinière (début des travaux au printemps 2019 et livraison prévue en septembre 2020),,.

## Description
D'une superficie de 1,213 ha, le parc de Broussais comporte quelques très beaux spécimens d'arbres, notamment des sequoiadendrons,  des arbousiers et des féviers d'Amérique.

## Sources
- Noël Guillet, Doulon : De l'indépendance à l'annexion - Cent ans de vie municipale, Nantes, Association Doulon-histoire, 2000, 194 p. (ISBN 2-908289-19-9)